# Lycée français Denis-Diderot (Nairobi)
Pour les articles homonymes, voir Lycée Denis-Diderot.
Le lycée français Denis-Diderot est un établissement d'enseignement français à l'étranger situé à Nairobi au Kenya. Il est sous convention avec l'Agence pour l'enseignement français à l'étranger.

## Histoire
Ouvert en 1962 dans le quartier de Westlands (en) sous le nom d'École française à Nairobi, l'établissement s'est installé à son emplacement actuel en 1972. En 1989, l'école a été renommée collège Denis-Diderot, et c'est en 1995 que son nom actuel lui a été attribué.

## Élèves
Seul établissement d'enseignement français au Kenya, il compte tous les niveaux d'enseignement, de la maternelle à la terminale. Il accueille 650 élèves, avec une moyenne de vingt par classe.  plus de  52 nationalités sont représentées.

## Ouverture sur le monde
Le lycée français Denis-Diderot est impliqué dans de nombreux projets internationaux éducatifs, culturels et sportifs : compétitions de rugby, projet artistique La Grande Lessive, festival de skate board.
L'établissement offre régulièrement à ses élèves l'occasion de rencontrer des personnalités du monde artistique ou littéraire, françaises ou étrangères. Timothée de Fombelle, Sam Cambio ou Hector Obalk, tout comme de nombreuses personnalités de la scène culturelle kényane telles Maddo ou Tabu Osusa ont ainsi participé à des projets impliquant élèves du primaire et du secondaire.

## Galerie

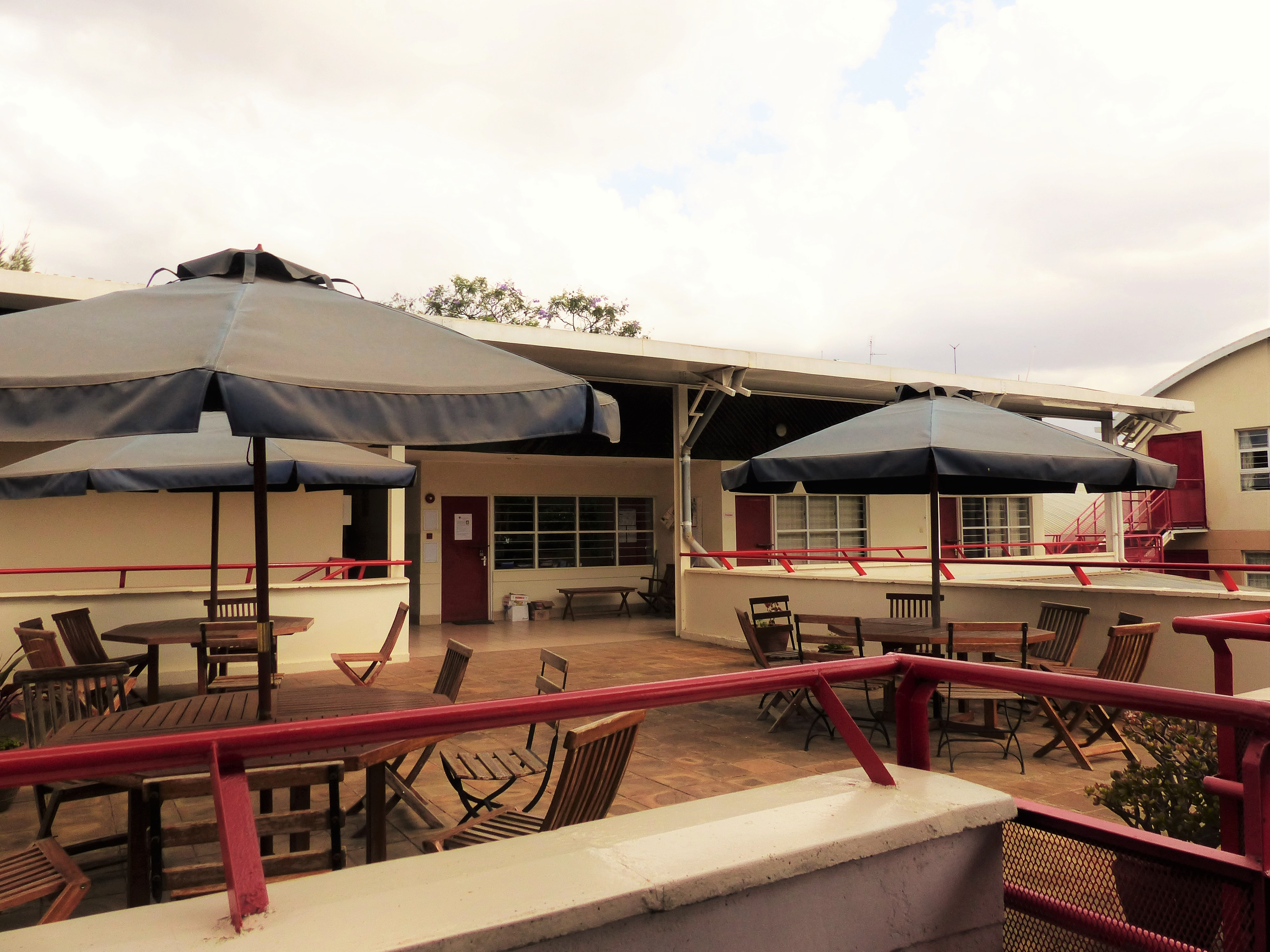
Aire de détente du personnel et bureaux de l'administration.
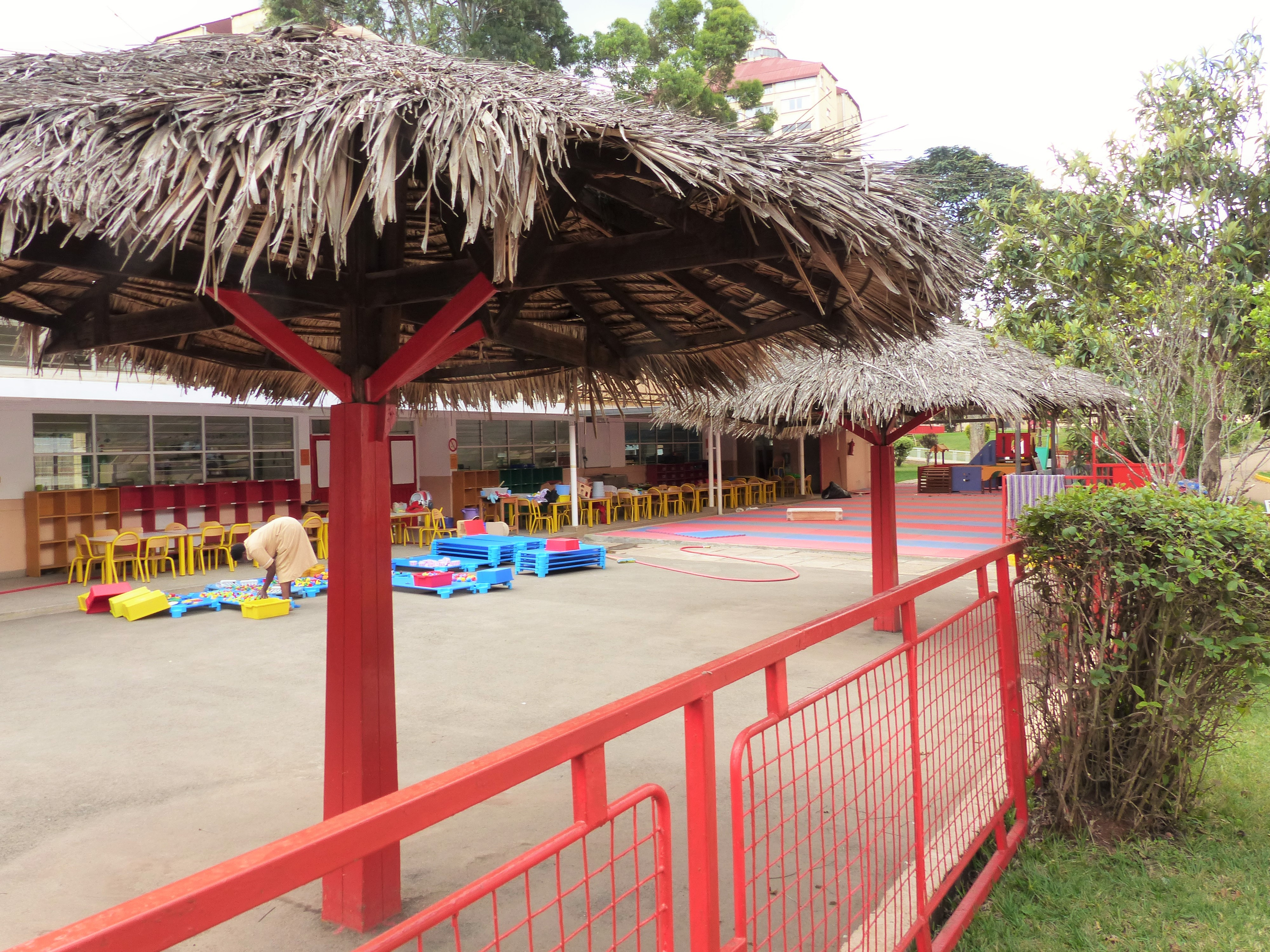
Maternelle.
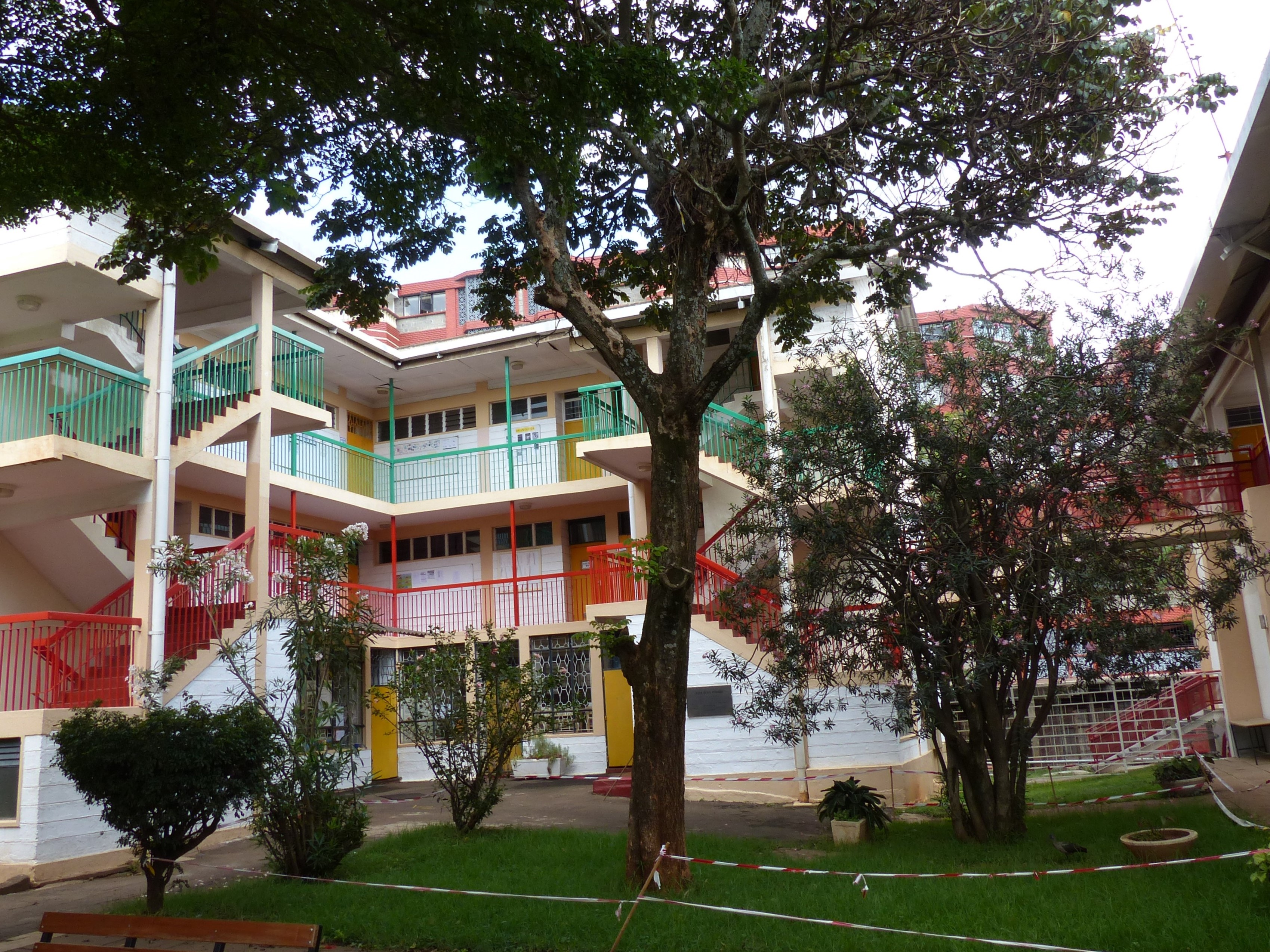
Classes du secondaire.
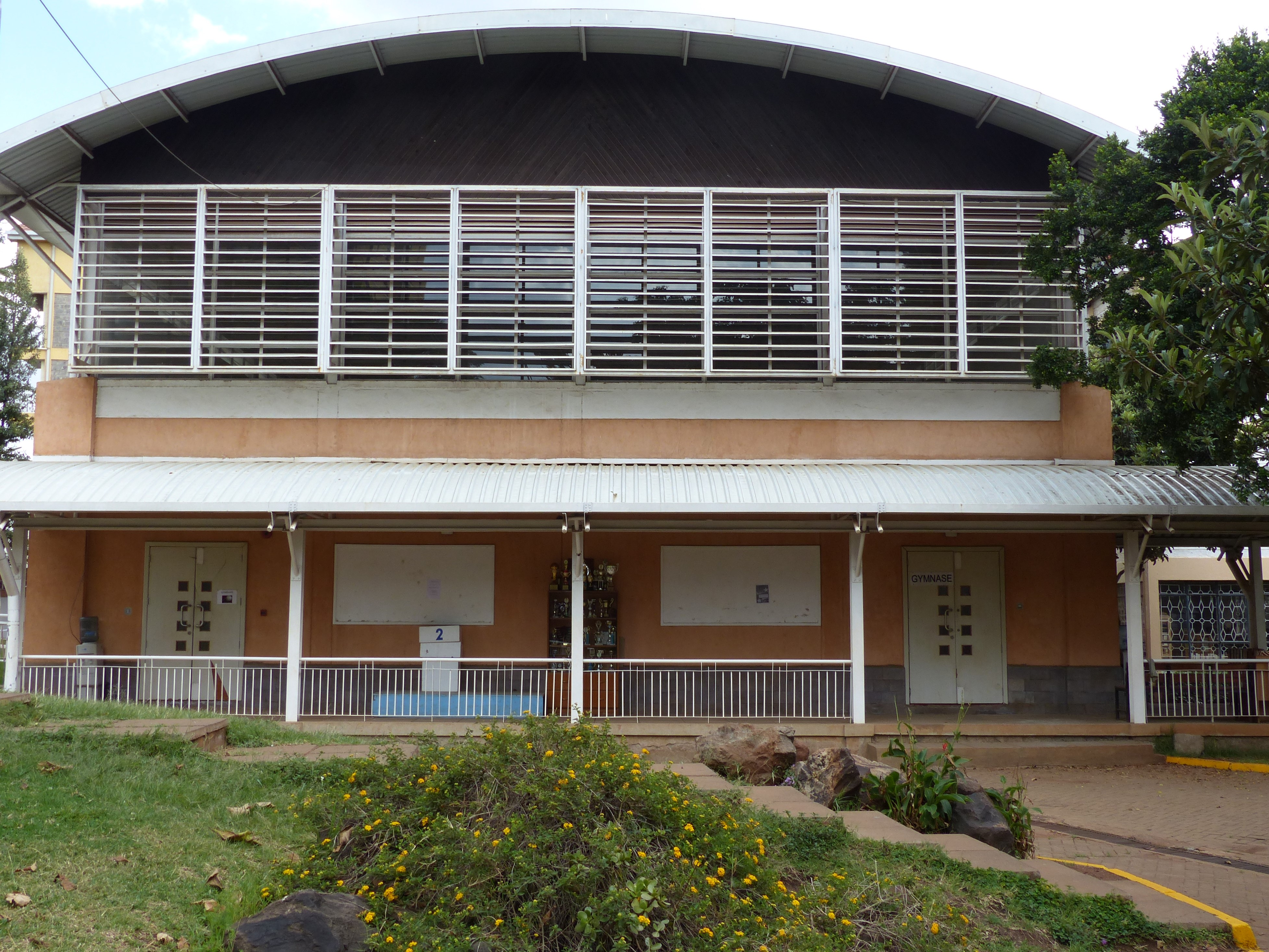
Gymnase.
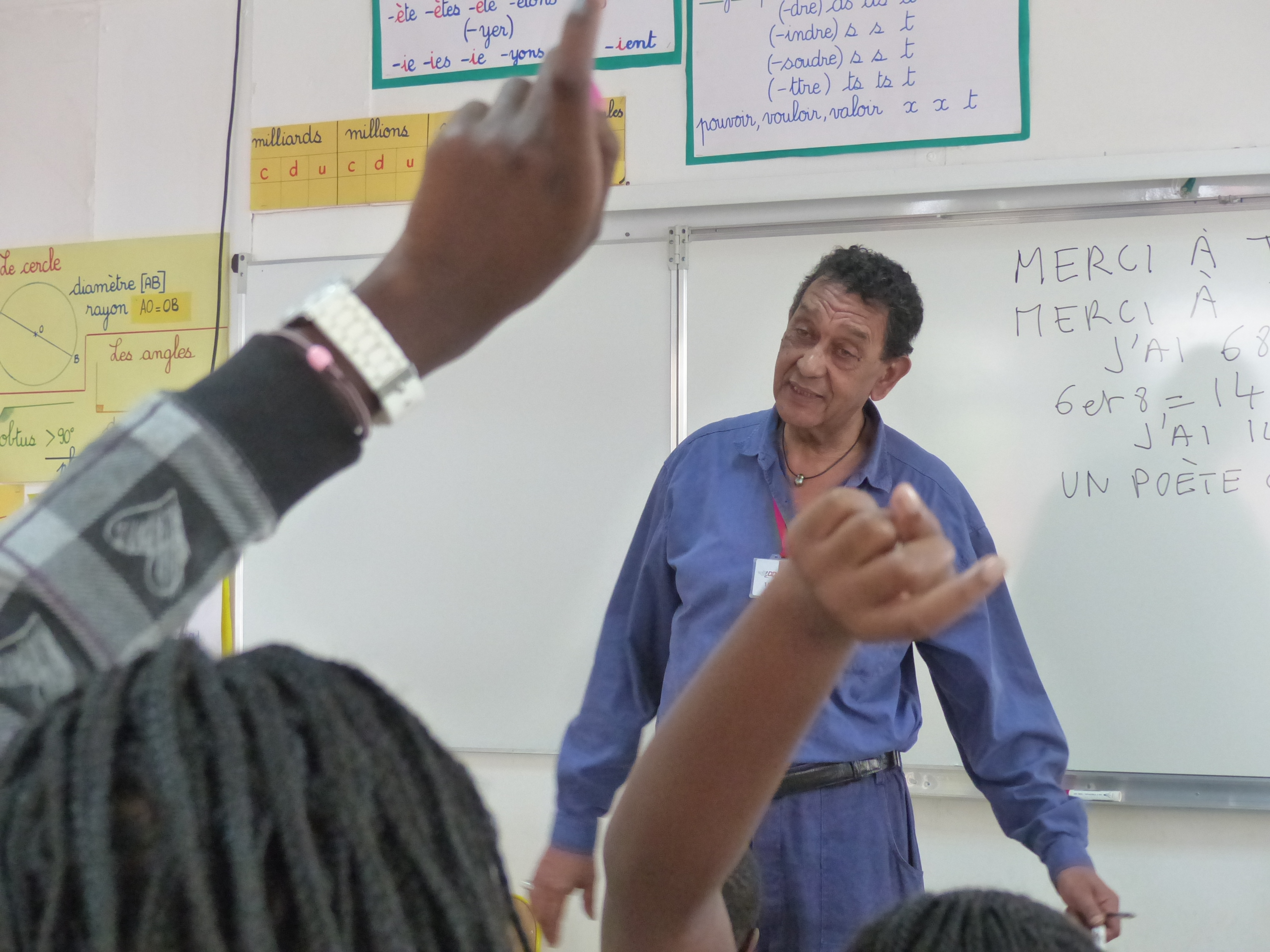
Le poète français Sam Cambio lors d'un atelier poésie.
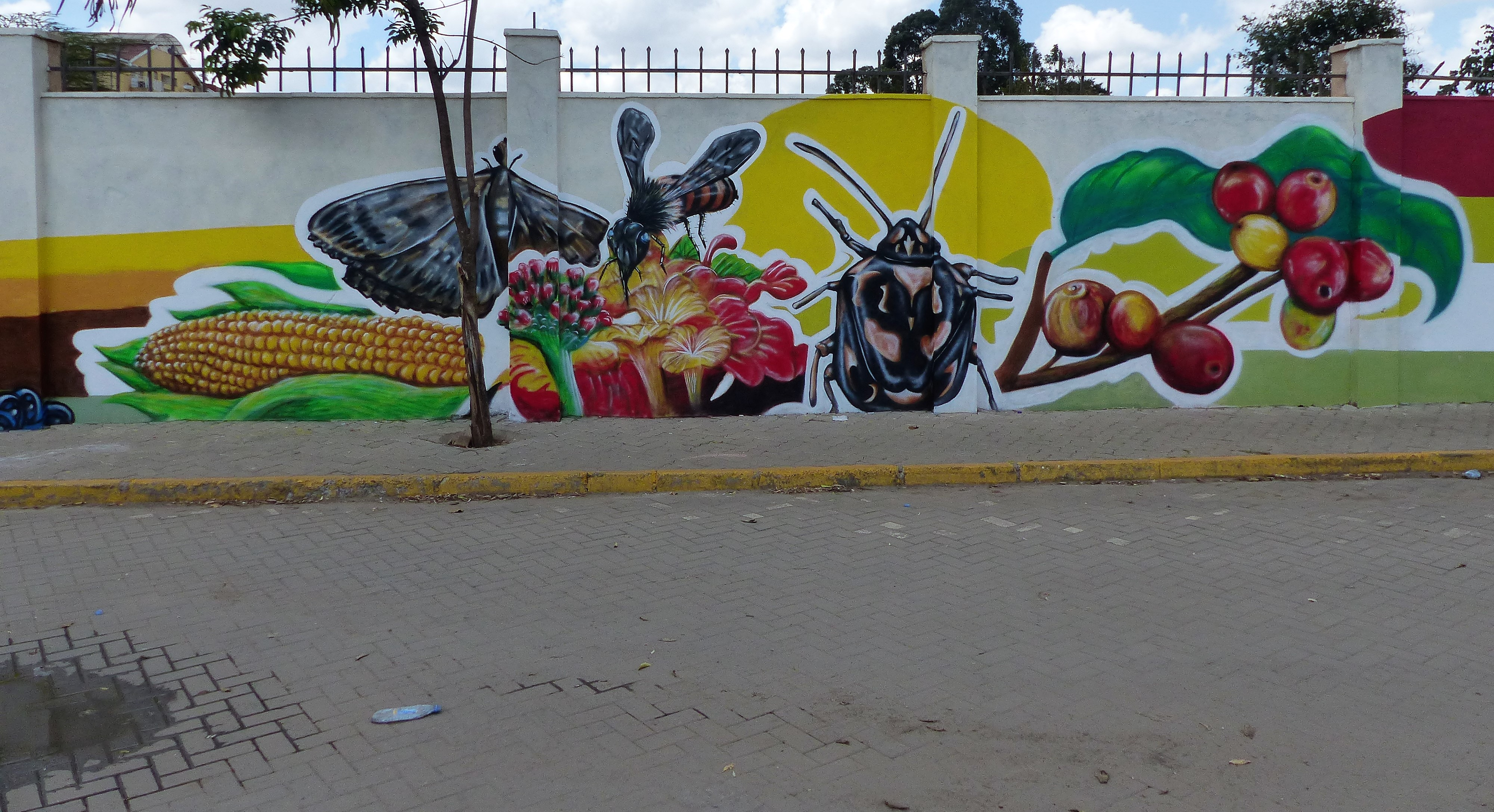
Fresque à l'entrée du lycée. Insectes étudiés à l'ICIPE
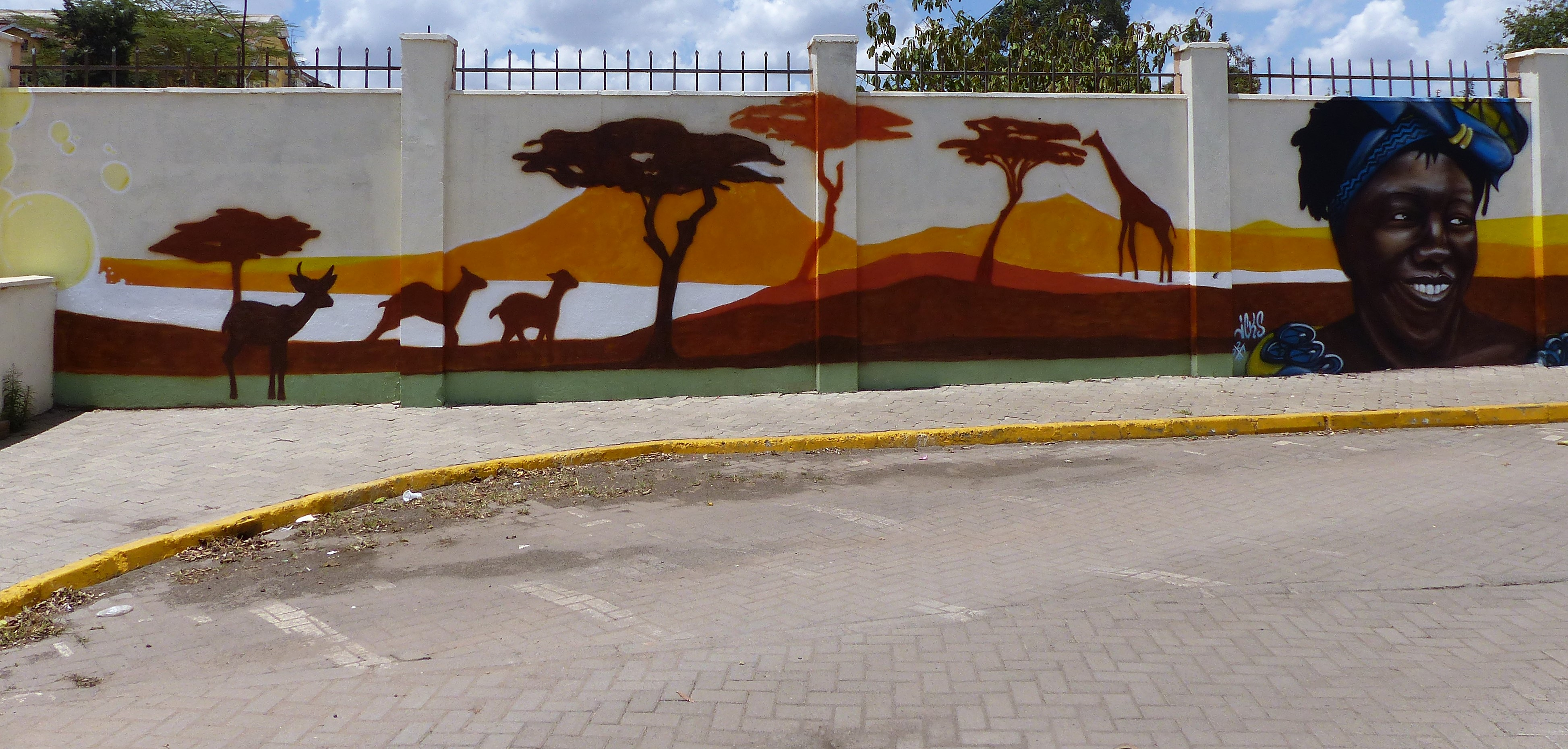
Paysage de savane et portrait de Wangari Maathai
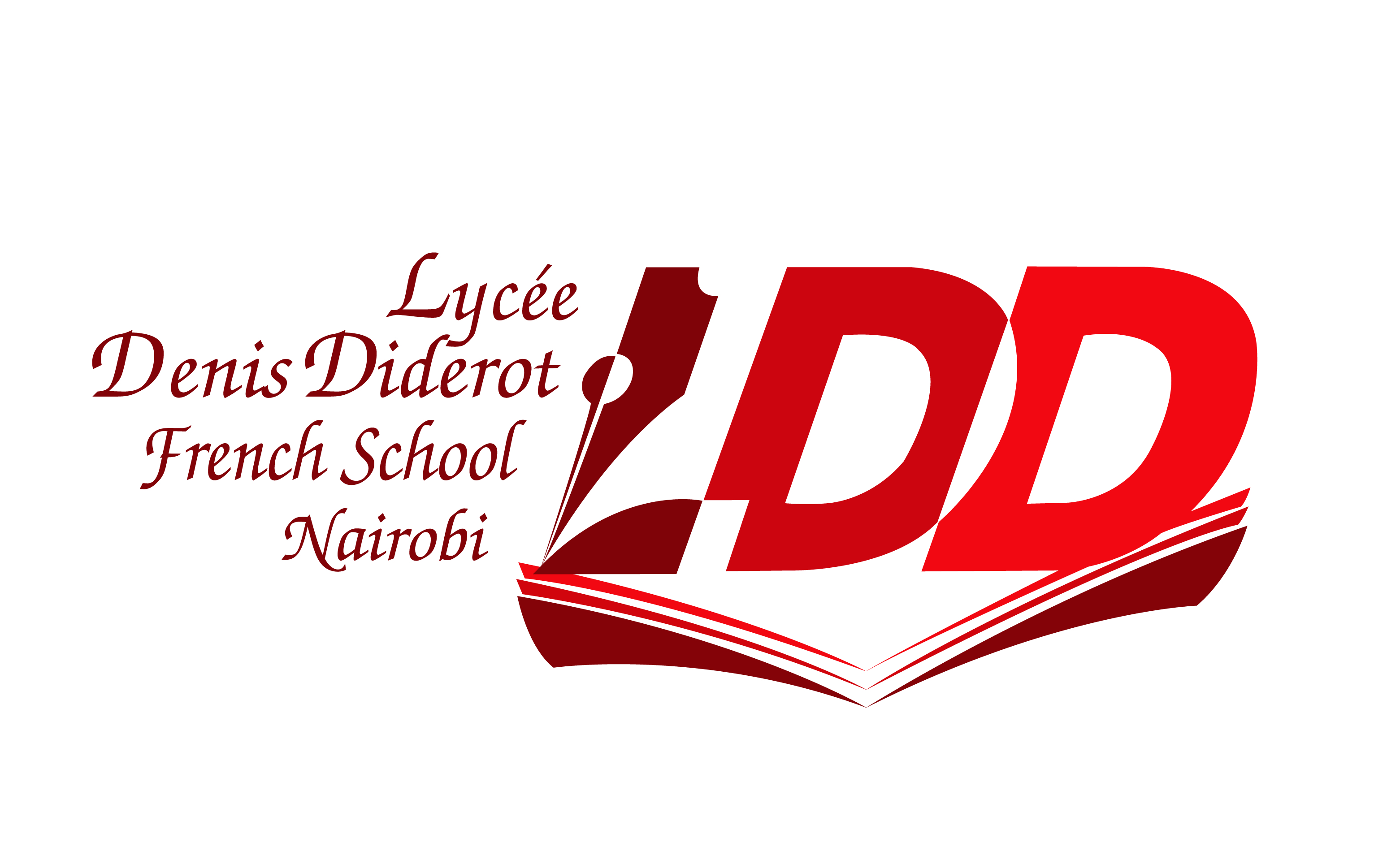
Logo du lycée jusqu'en juin 2019